# St. Leonhard (Leinburg)

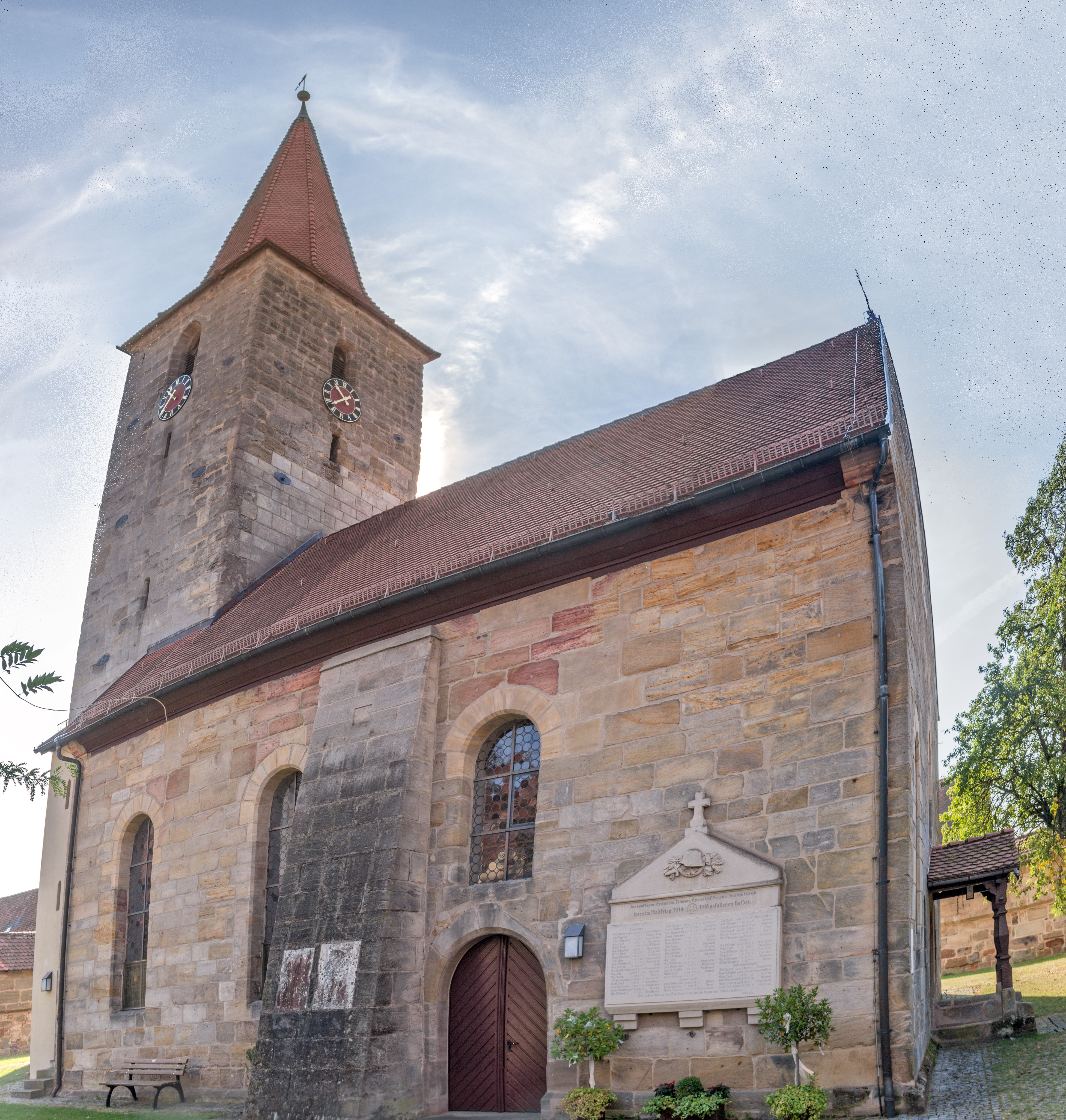
St. Leonhard zu Leinburg

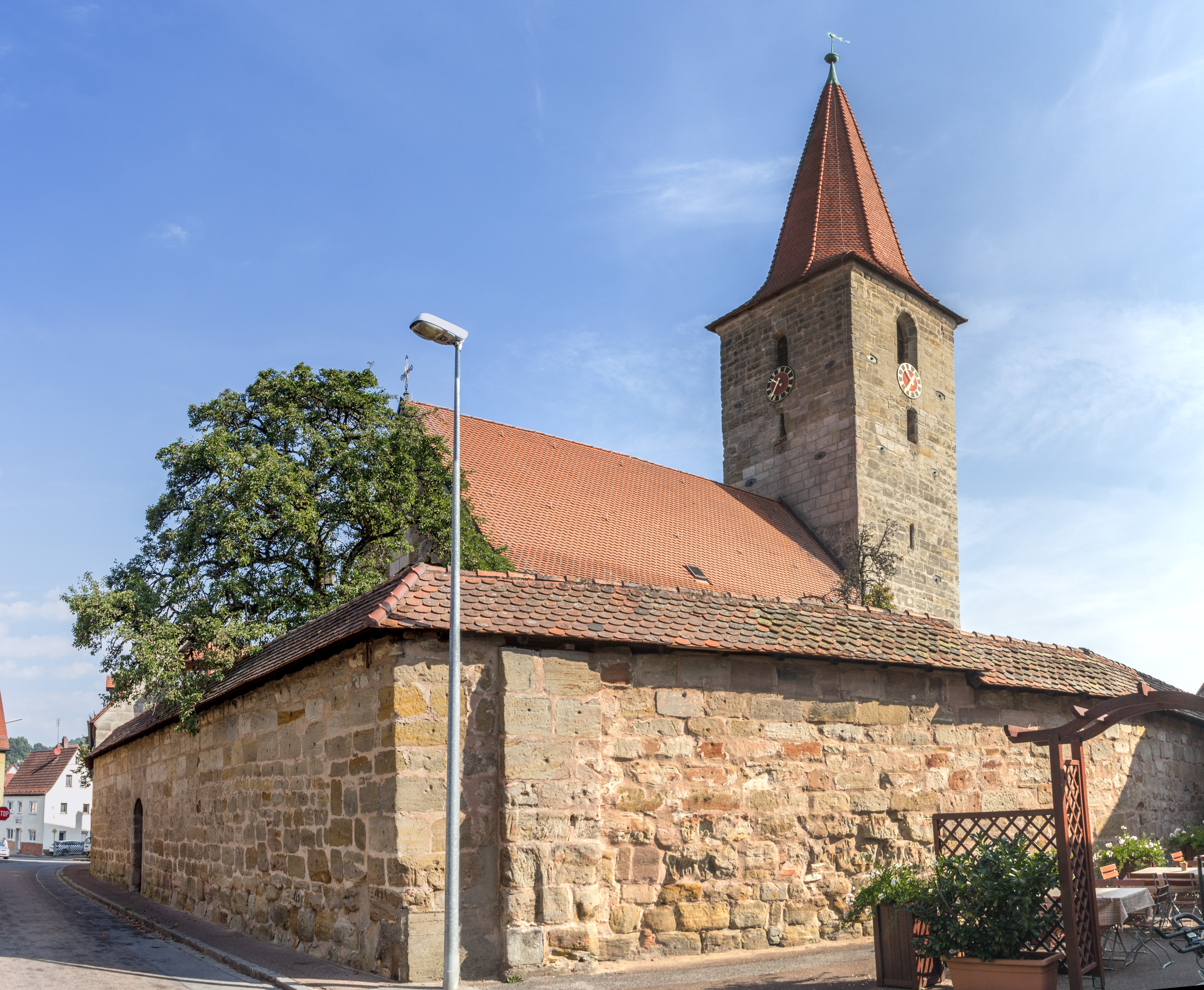
St. Leonhard mit Wehrmauer

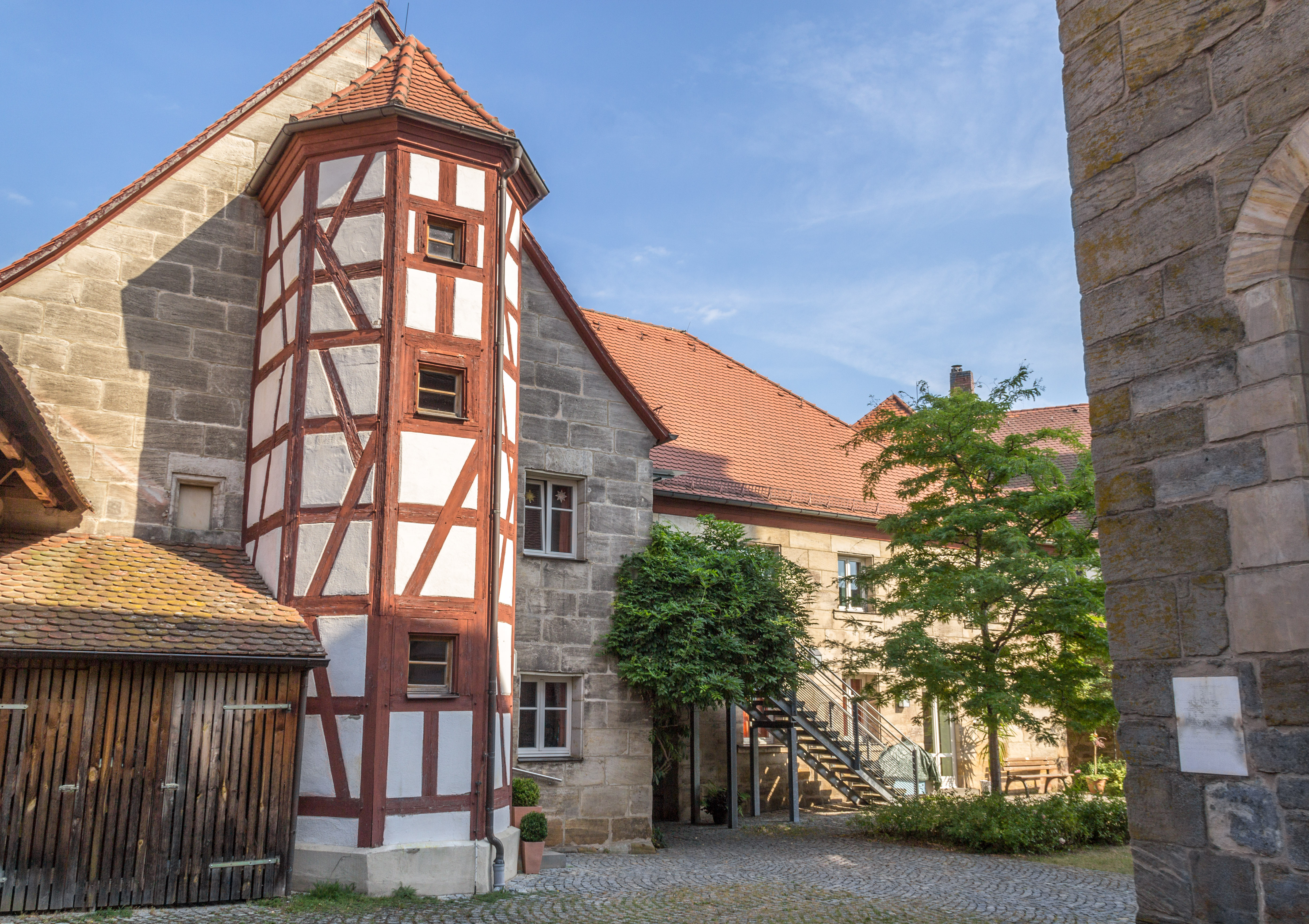
Blick vom Westportal auf das Torhaus

Die ehemalige Wehrkirche St. Leonhard ist die evangelisch-lutherische Pfarrkirche Leinburgs. Im Süden des historischen Ortskerns gelegen, prägt das im 14. Jahrhundert errichtete gotische Kirchengebäude das Erscheinungsbild der mittelfränkischen Gemeinde.

## Geschichte
Die erste urkundliche Erwähnung der Kirche St. Leonhard als Filialkirche von Rasch datiert auf das Jahr 1308. Altdorf gelangte 1393 samt Umland (und damit auch Leinburg) in den Besitz von Kurfürst Ruprecht II. von der Pfalz. Dieser richtete in Leinburg eine eigene Pfarrei ein und die Kirche wurde entsprechend aufgewertet. Noch im 14. Jahrhundert wurde St. Leonhard als Wehrkirche ausgebaut. Im 16. Jahrhundert folgte eine Erweiterung des Turms. 1525 führten die Nürnberger die lutherische Konfession in ihrer Stadt und den zugehörigen Pflegämtern ein. Im Zweiten Markgrafenkrieg und im Dreißigjährigen Krieg wurde das Bauwerk schwer beschädigt. Im Zweiten Weltkrieg kam es 1944 (nach anderen Quellen 1945) zu einem Luftangriff auf Leinburg, bei dem das Kirchengebäude von Brandbomben getroffen wurde und – abgesehen vom Turm – nahezu vollständig ausbrannte. Unter Verwendung des intakten Mauerwerks konnte die Kirche bis 1954 wiederhergestellt werden; die Wehrmauer wurde ebenfalls restauriert.

## Baubeschreibung
In ihrer heutigen Form ist die aus Sandsteinquadern errichtete Kirche dem Typus der Saalkirche bzw. Chorturmkirche zuzuordnen. Sie verfügt über ein Satteldach, rund- und korbbogenförmige Türen und Fenster, sowie je einen stützenden Mittelrisalit auf der Nord- und Südseite. Der fünfgeschossige Kirchturm weist Lichtöffnungen in Form von Schießscharten auf. Die Sakristei wurde an die Südseite des etwa 35 Meter hohen Turms angebaut. Des Weiteren besitzt  St. Leonhard eine hölzerne (heute einstöckige) Empore. Kirchgebäude und Kirchhof sind von einer rund drei Meter hohen Ringmauer mit Torhaus, in dem sich Kantorat und Mesnerei befinden, umfriedet. Die Wehrmauer schließt an den historischen Brauereigasthof der Brauerei Bub an.

## Ausstattung
Durch den Brand wurde die ursprüngliche Ausstattung weitgehend zerstört, sodass nach dem Zweiten Weltkrieg Taufstein, Kanzel, Empore, Altarbild und Orgel komplett ersetzt werden mussten. Aus der Zeit vor dem Krieg sind zwei Glocken erhalten, welche nicht an Glockenfriedhöfe abgegeben werden mussten.